# Hotel de insectos

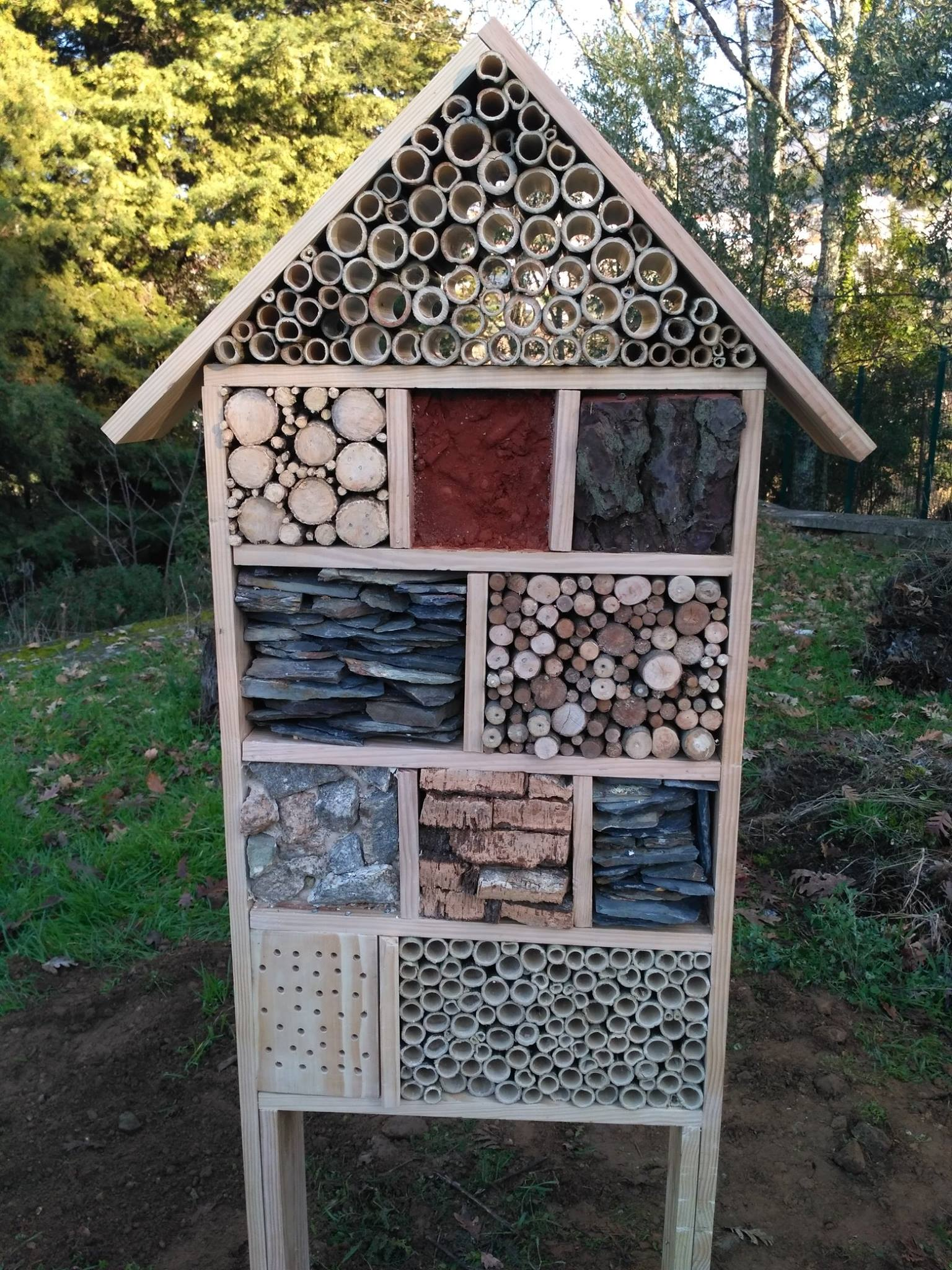
Hotel de insectos - Centro de Interpretação da Serra da Estrela, em Seia, Portugal

Um hotel de insetos, também conhecido como abrigo de insetos, é uma estrutura construída pelo Homem para fornecer abrigo para insetos. Podem existir numa variedade de formas e tamanhos, dependendo da finalidade específica ou do inseto específico para o qual se destinam. A maioria consiste em várias seções diferentes que fornecem aos insetos instalações de nidificação - particularmente durante o inverno, oferecendo abrigo ou refúgio para muitos tipos de insetos, muitos com funções de polinizadores.

## Objetivo
Muitos hotéis de insetos são usados como locais de nidificação por insetos, incluindo abelhas e vespas solitárias. Esses insetos arrastam a presa para o ninho onde o ovo é depositado. Outros hotéis de insetos são projetados especificamente para permitir que os insetos hibernem, tais como joaninhas e borboletas.
Os hotéis de insetos são populares entre os jardineiros e produtores de frutas e vegetais devido ao seu papel no incentivo à polinização por insetos, promovendo a biodiversidade. Alguns hotéis de insetos elaborados também podem ser atrações por si só e, cada vez mais, podem ser encontrados em jardins e vários locais turísticos.

## Hotéis diferentes para insetos diferentes

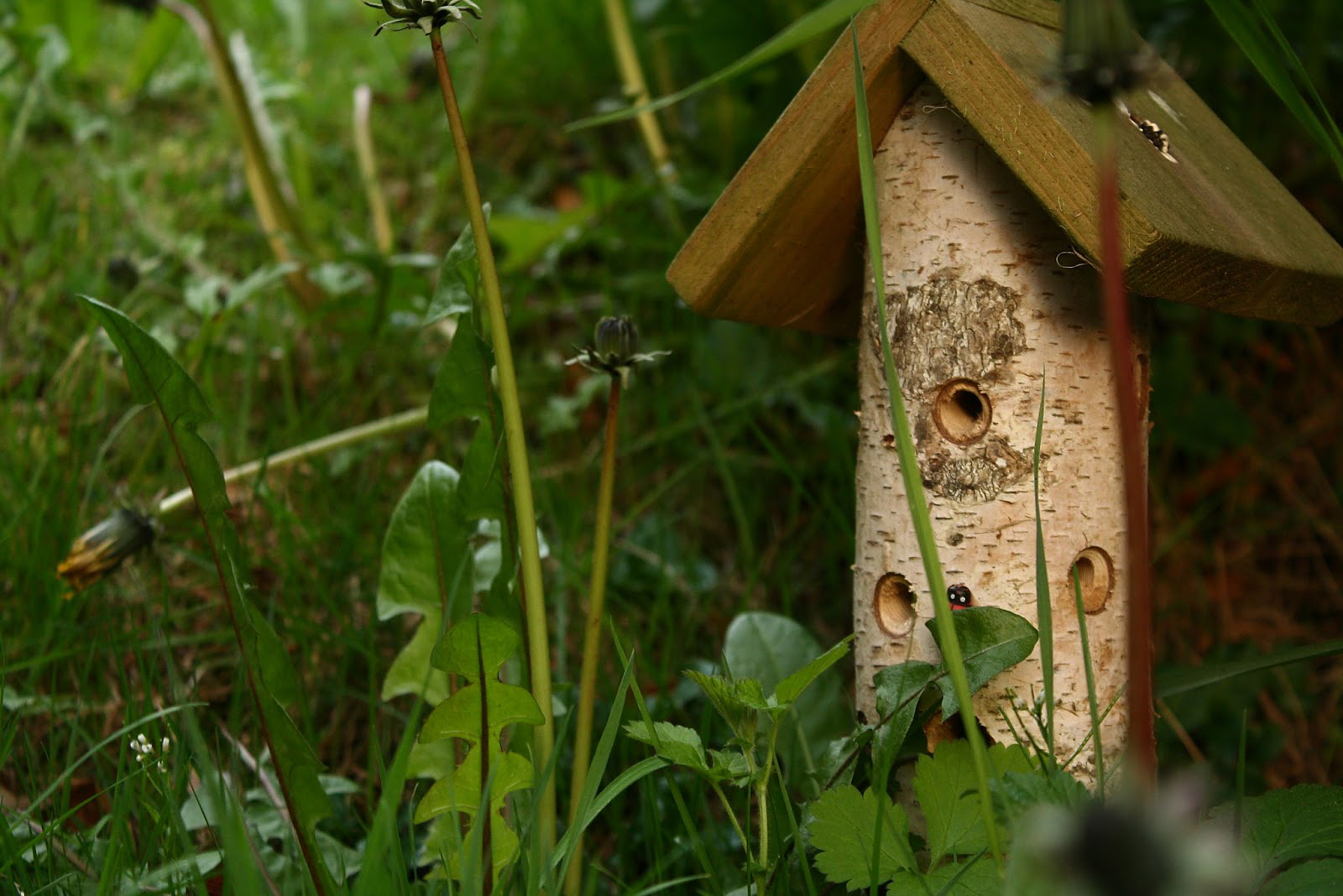
Hotel para joaninhas

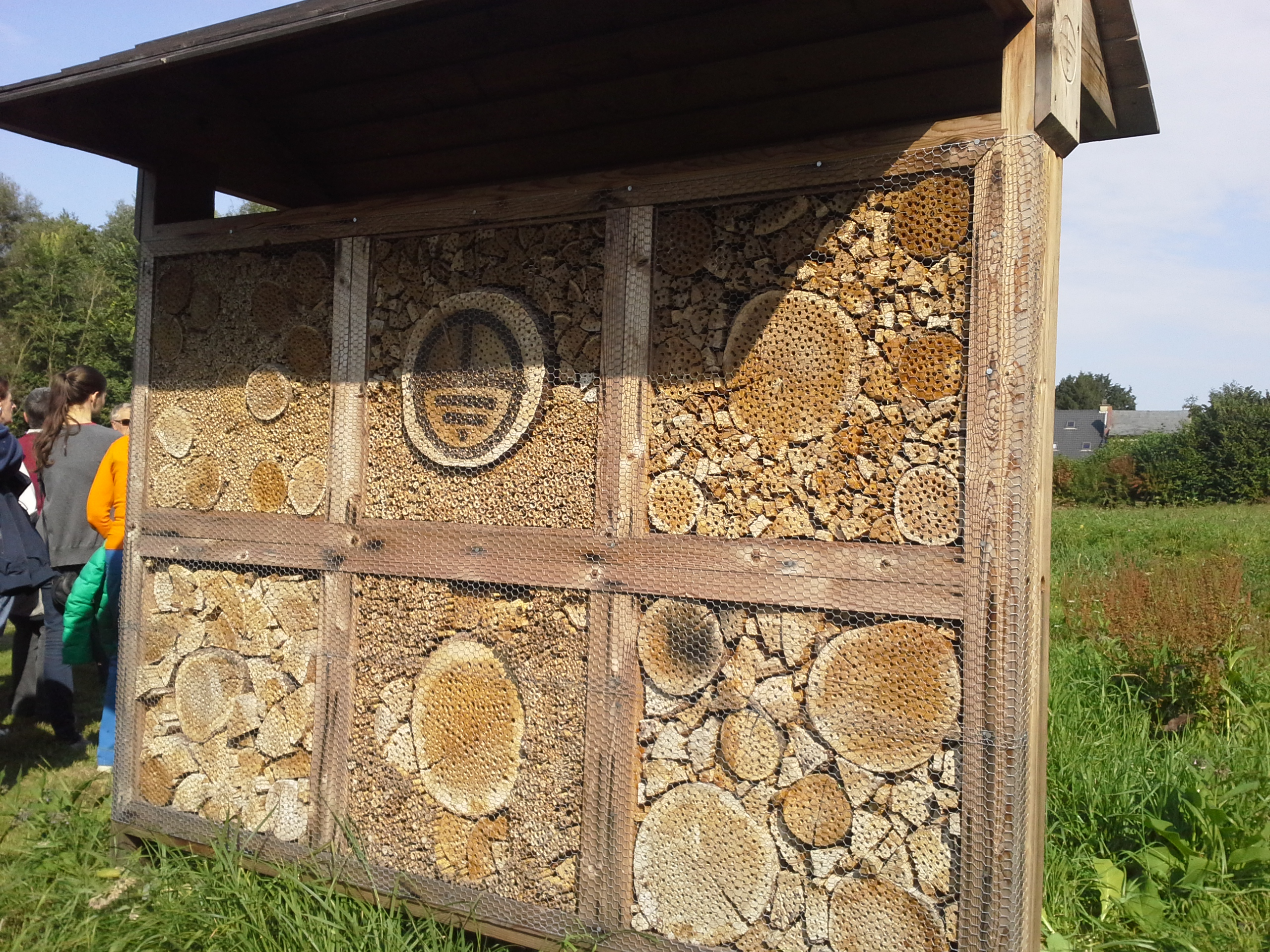
Hotel para abelhas em Grimbergen, Bélgica

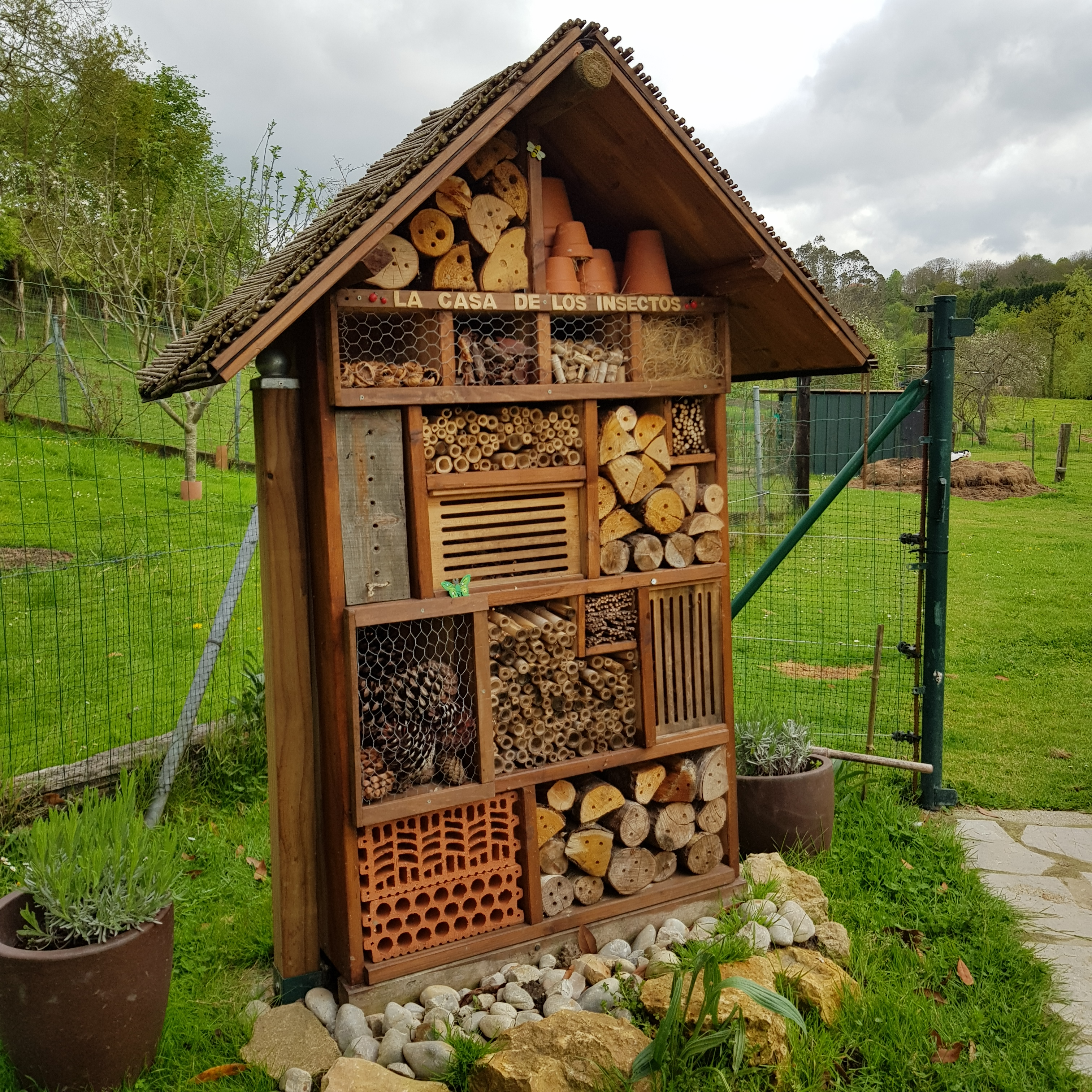
Hotel de abelhas e hotel de insetos na Fazenda La CasaRoja, Astúrias, Espanha.

Os melhores materiais para construir hotéis de insetos podem incluir pedra seca ou azulejos antigos. Orifícios perfurados nos materiais do hotel também incentivam os insetos a deixar larvas para gestar. Diferentes materiais, como pedras e madeiras, são recomendados para uma ampla gama e diversidade de vida dos insetos; da mesma forma, são comummente usados troncos e cascas de árvore, juncos e bambu. Conforme os vários componentes ou tamanhos de buracos usados como entrada do hotel de insetos, espécies diferentes são atraídas. Em centros de jardinagem e, em particular, centros e organizações de conservação ecológica e educacional, os hotéis são muito utilizados.

### Borboletas
Borboletas que hibernam gostam de encontrar lugares protegidos, como fendas em casas e galpões, ou espaços fechados, como aqueles em feixes de folhas. Alguns hotéis de insetos incorporam compartimentos especiais para borboletas com fendas verticais que levam em consideração as asas sensíveis dos animais. No entanto, a adequação desses compartimentos para borboletas é contestada.

## Galeria

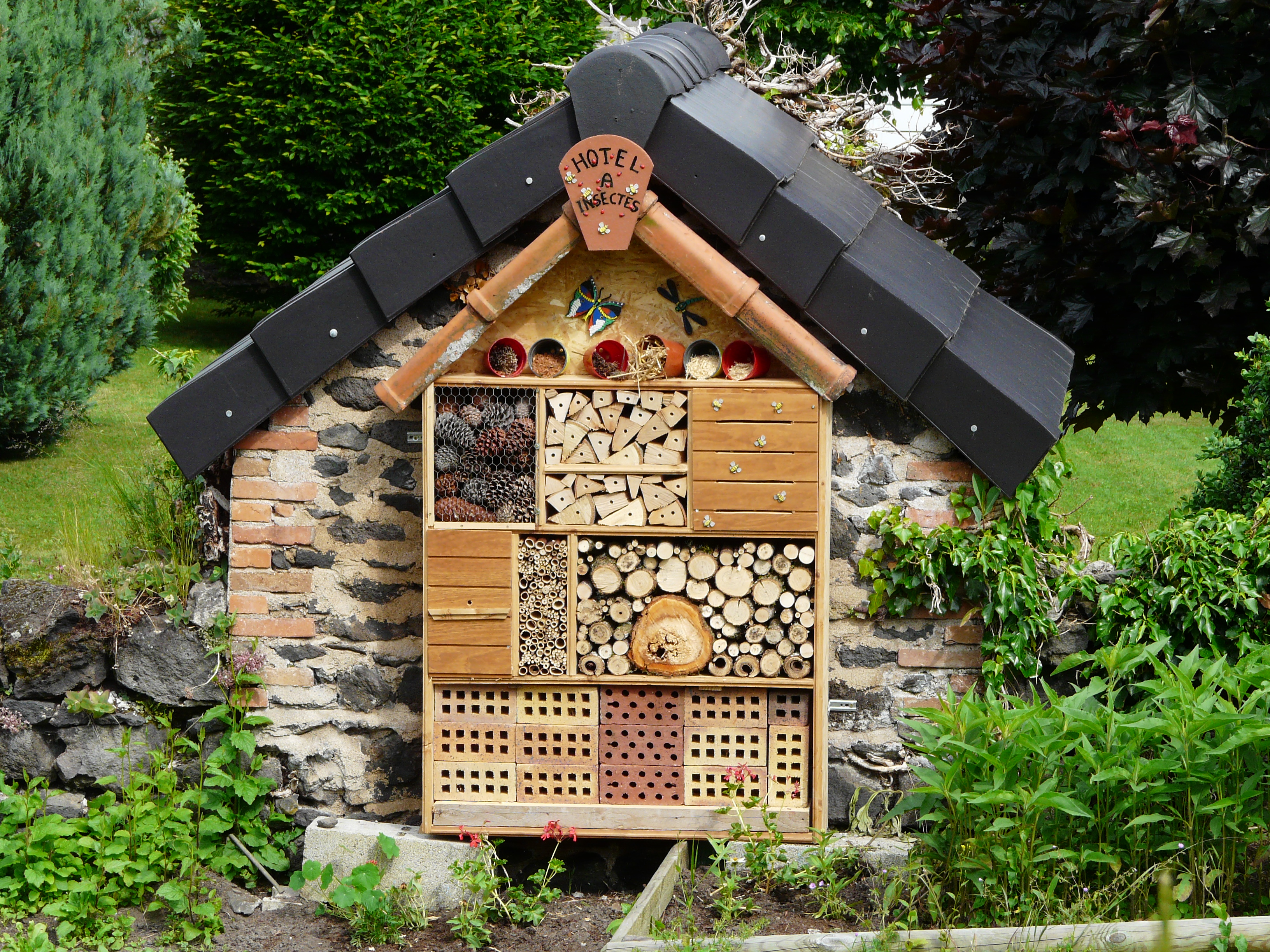
Hotel de insectos em Pontgibaud, Puy-de-Dôme, França
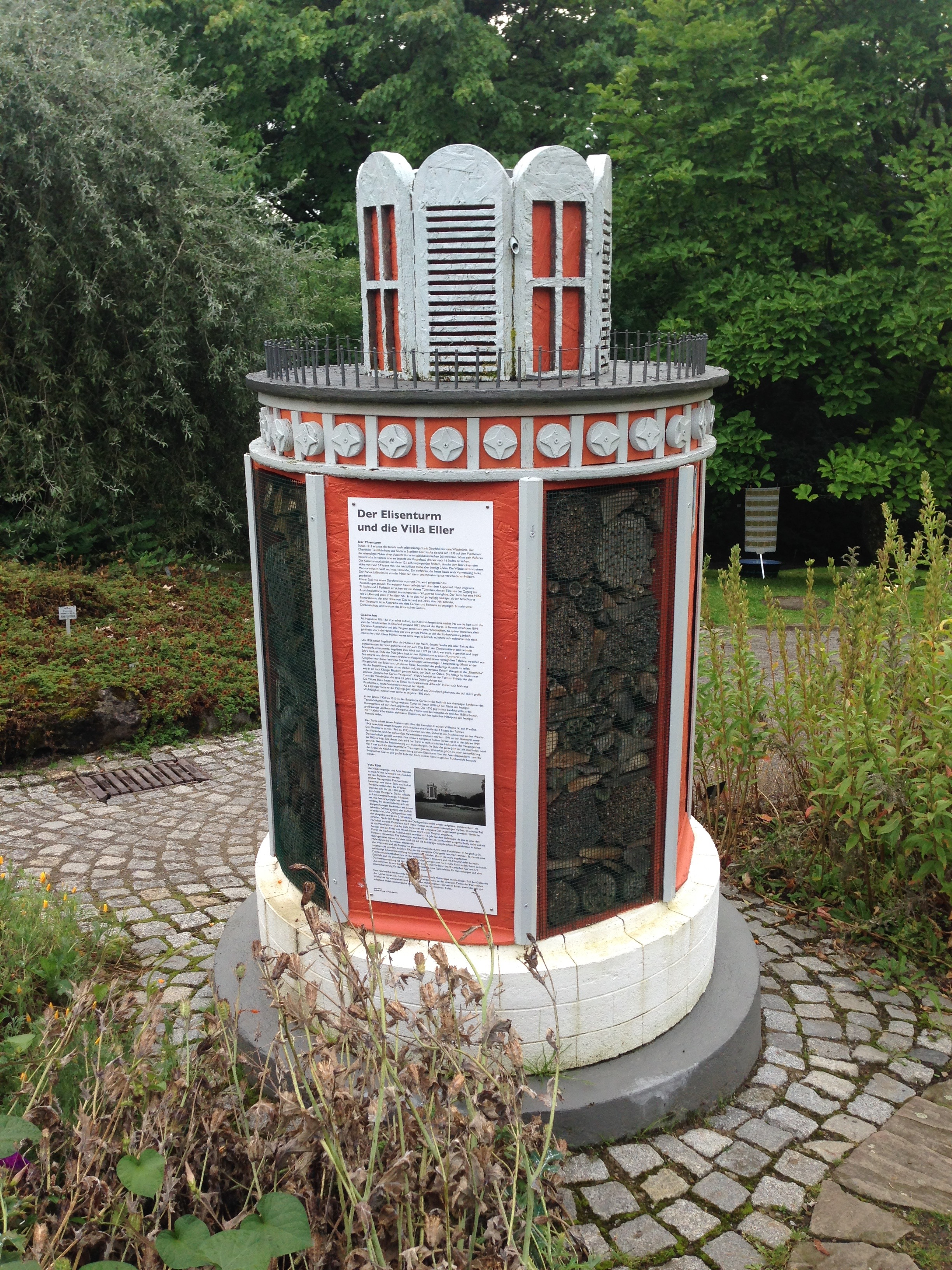
Hotel de insectos no Jardim Botânico de Wuppertal, Alemanha
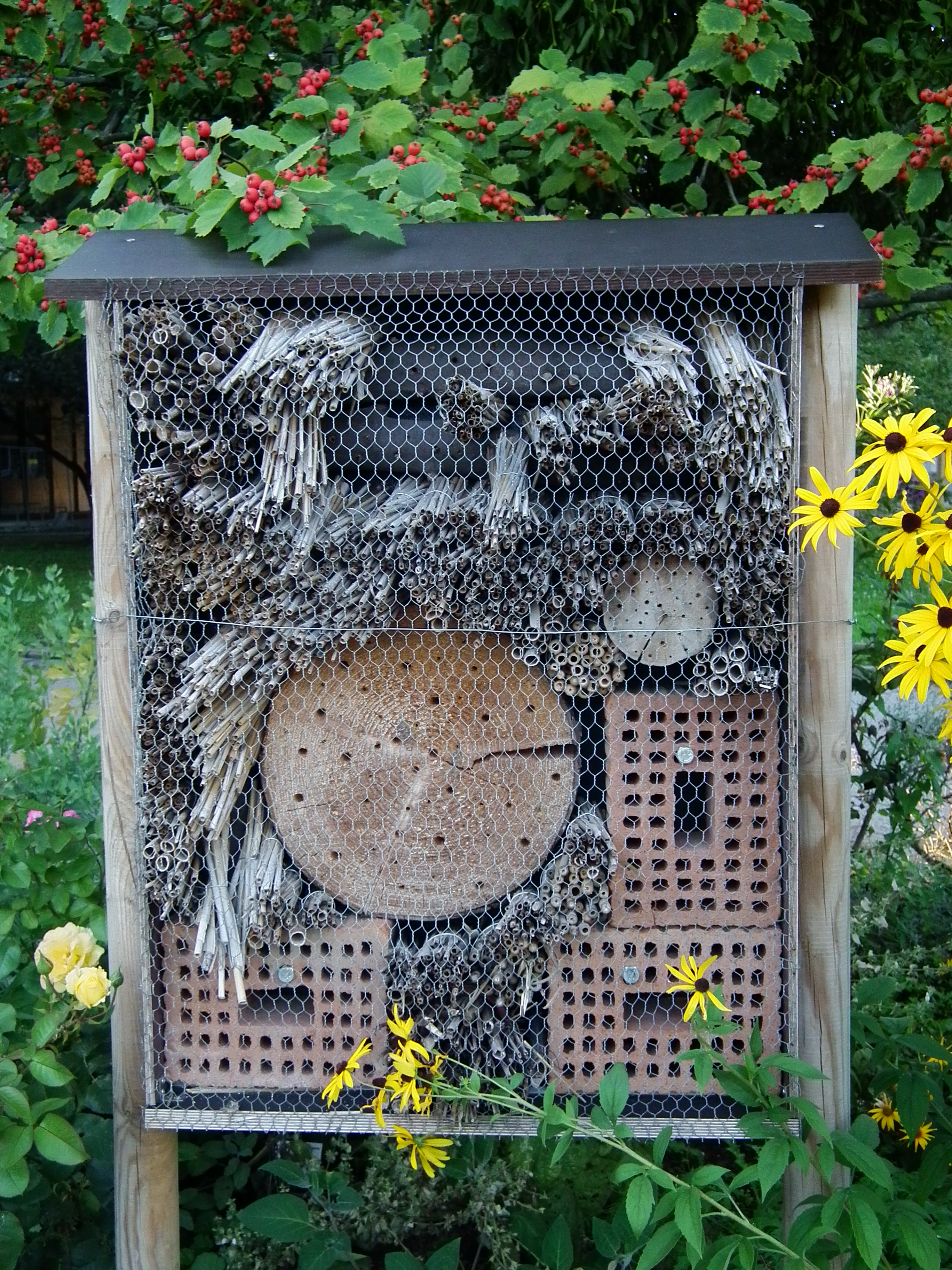
Um hotel de insectos num Jardim Botânico
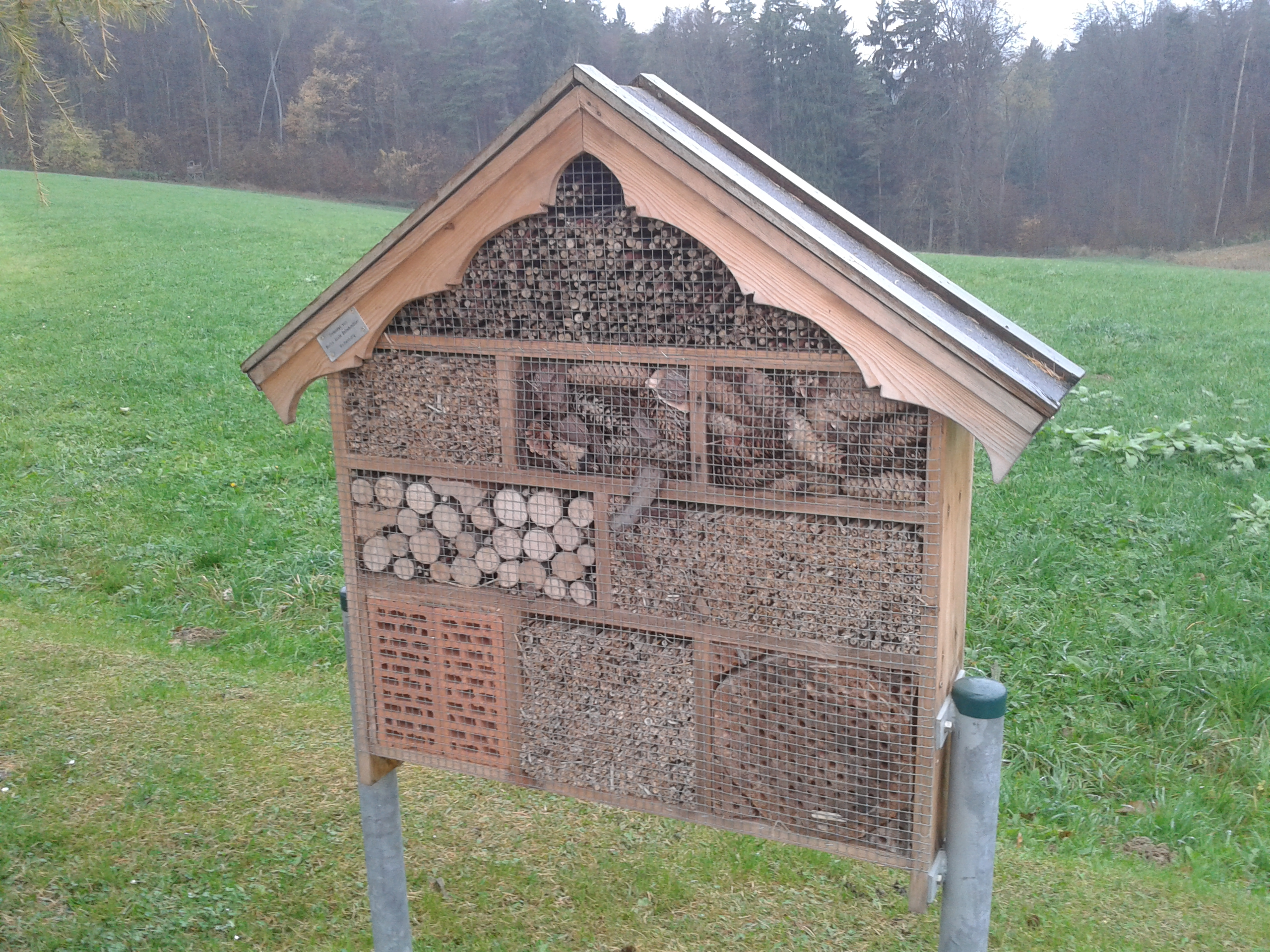
Hotel de insectos perto de Kelheim na Alemanha
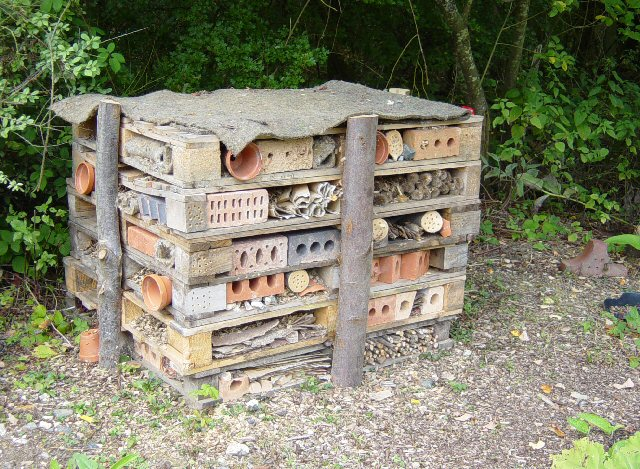
Hotel de insectos feito com madeira, na estação ferroviária de West Grinstead
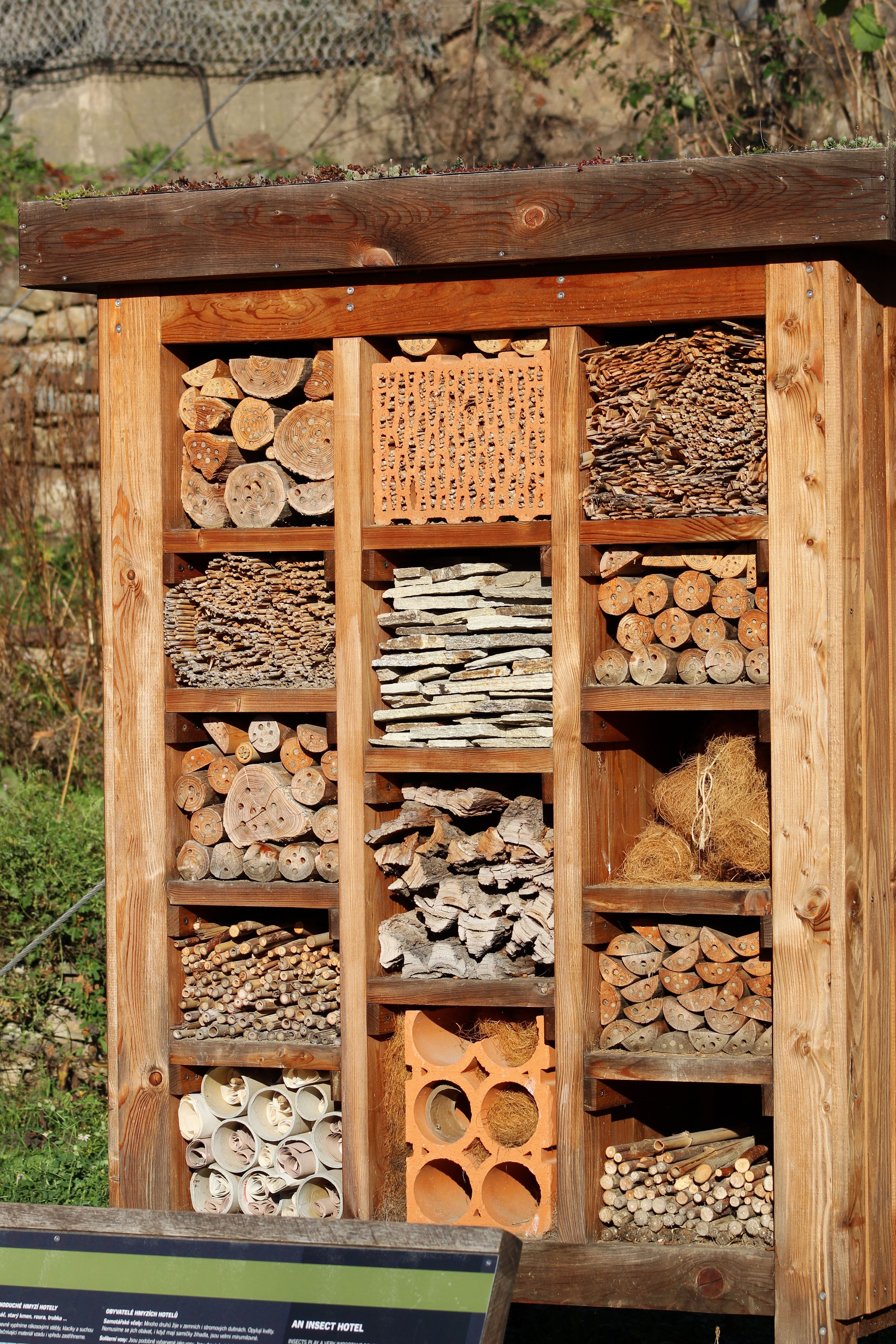
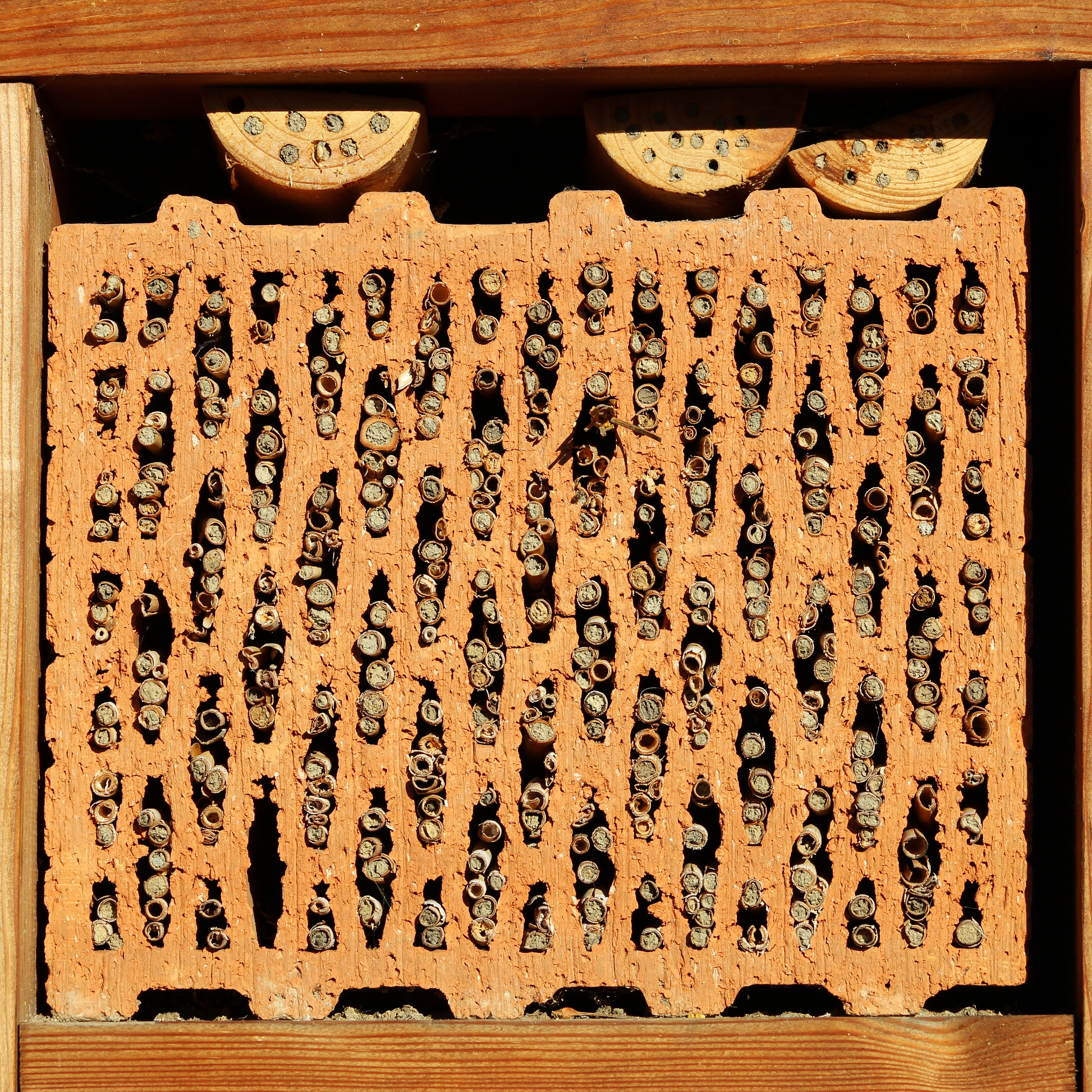